# Experience Hendrix: The Best of Jimi Hendrix
Experience Hendrix: The Best of Jimi Hendrix è un album greatest hits che raccoglie i brani più famosi e celebrati di Jimi Hendrix dal 1966 al 1970. Il disco venne pubblicato il 16 settembre 1997 in Gran Bretagna e il 3 novembre 1998 negli Stati Uniti.

## Tracce
Tutti i brani sono opera di Jimi Hendrix, eccetto dove indicato.
1. Purple Haze – 2:52
2. Fire – 2:43
3. The Wind Cries Mary – 3:20
4. Hey Joe (Billy Roberts) – 3:30
5. All Along the Watchtower (Bob Dylan) – 3:59
6. Stone Free – 3:36
7. Crosstown Traffic – 2:19
8. Manic Depression – 3:42
9. Little Wing – 2:25
10. If 6 Was 9 – 5:34
11. Foxy Lady – 3:19
12. Bold as Love – 4:11
13. Castles Made of Sand – 2:47
14. Red House – 3:50
15. Voodoo Child (Slight Return) – 5:12
16. Freedom – 3:25
17. Night Bird Flying – 3:50
18. Angel – 4:22
19. Dolly Dagger – 4:45
20. Star Spangled Banner (Key, Smith) – 3:46 (live a Woodstock)

Bonus disc
L'album è stato pubblicato anche in edizione limitata su CD doppio. Il bonus disc contiene otto canzoni:
1. Highway Chile – 3:41
2. Gloria (Morrison) – 8:54
3. It's Too Bad – 8:53
4. Spanish Castle Magic – 5:50
5. Hear My Train A-Comin'– 6:58
6. Lover Man – 2:58
7. I Don't Live Today (Live) – 6:34
8. Purple Haze (Live) – 4:03

- Tracce 1–15 eseguite dalla The Jimi Hendrix Experience.
- Tracce 1, 2, 3, 4, 6, 8, 11 e 14 tratte dall'album Are You Experienced?.
- Tracce 9, 10, 12 e 13 tratte dall'album Axis: Bold as Love.
- Tracce 5, 7 e 15 tratte dall'album Electric Ladyland.
- Tracce 16, 17, 18 e 19 tratte dall'album postumo First Rays of the New Rising Sun.
- Traccia 20 tratta dall'album Live at Woodstock.
- La versione di Red House inclusa nel disco deriva da una take differente presente solo sull'edizione inglese di Are You Experienced?.

## Crediti
- Jimi Hendrix – chitarra elettrica, voce, basso, pianoforte

The Jimi Hendrix Experience
- Mitch Mitchell – batteria
- Noel Redding – basso, voce

Musicisti aggiuntivi
- Billy Cox - basso, voce
- Buddy Miles - batteria

## Curiosità
- Le prime edizioni della raccolta distribuite per il mercato italiano, contengono tutti i testi dei brani con la traduzione in italiano a fianco.[3]

## Classifiche
| Classifica (2021) | Posizione massima |
| ----------------- | ----------------- |
| Grecia            | 18                |